# Lydenburg (plaats)
Lydenburg is een dorp met 900 inwoners in Mpumalanga, Zuid-Afrika. Het is gelegen aan een zijtak van de Olifantsrivier, genaamd de Spekboom, en aan de voet van de Long Tompas. Het dorp is het hart van de Zuid-Afrikaanse forelvang, en is gelegen in een landbouw- en mijnbouwcentrum. Het is deel van de gemeente Thaba Chweu, die in 2011 bijna 100.000 inwoners had.

## Geschiedenis
In 1849 vluchtten de Voortrekkers onder leiding van Hendrik Potgieter uit Ohrigstad voor de malariamug. Ze vestigden zich in Lydenburg, zo genoemd vanwege het leed dat ze achter de rug hadden. In 1851 bouwden de Voortrekkers hier hun eerste school, waarvoor de Nederlandse schoolmeester Willem Poen naar Zuid-Afrika vertrok om les te geven. In 1857 werd de Republiek Lydenburg gesticht, dat in 1859 fuseerde met de Republiek Utrecht en in 1860 opging in de Zuid-Afrikaansche Republiek.
Er zijn plannen om het dorp Mashishing te noemen. Dit is op 30 juni 2006 door de Zuid-Afrikaanse minister van Kunst en Cultuur, Pallo Jordan, bekendgemaakt.

## Subplaatsen
Het nationaal instituut voor de statistiek, Stats SA, deelt sinds de census 2011 deze hoofdplaats in in zogenaamde subplaatsen (sub place), c.q. slechts één subplaats:
Lydenburg Nature Reserve.

## Geboren
- Schalk Willem Burger (1852), waarnemend president van de Zuid-Afrikaansche Republiek
- Conrad Stoltz (1973), triatleet